# Towarzystwo Polskich Rzemieślników w Zielonej Górze
Towarzystwo Polskich Rzemieślników w Zielonej Górze – polskie towarzystwo rzemieślnicze działające w Zielonej Górze, w czasie przynależności miasta do Cesarstwa Niemieckiego, Republiki Weimarskiej i III Rzeszy.
Towarzystwo istniało od 27 lipca 1898 do 1935. Przez całą jego działalność kierował nim Kazimierz Lisowski (1863-1935), który zmarł podczas jednego z przesłuchań przez Gestapo.
W 1919 zielonogórska Polonia z inicjatywy Towarzystwa ufundowała sobie sztandar.
Akta z zebrań towarzystwa w latach 1908–1935 przechowywane są w Muzeum Ziemi Lubuskiej.